# Филипи
Фѝлипи (на гръцки: Φίλιπποι; на латински: Philippi) е античен град в римската провинция Македония, разположен близо до днешния град Кринидес, Гърция и преживял разцвет през елинистическата, римската и раннохристиянската епоха. Филипи е известен с това, че там през 42 година пр. Хр. в битката при Филипи Октавиан Август и Марк Антоний (Втория триумвират) побеждават убийците на Гай Юлий Цезар – Марк Юний Брут и Касий по време на втората от петте граждански войни. След тази прочута битка, градът се обновява и става по-известен.
През 2016 година е обявен за обект на Световното наследство на Юнеско.

## География
Филипи е разположен в Беломорска Тракия между градовете Драма и Кавала. Намира се на 15 километра северно-северозападно от Кавала и на 4 км североизточно от днешния град Кринидес, в подножието на най-западното разклонение на Чалдаг (Леканис Ори).

## История
През 362 г. пр. Хр. е основано от колонисти от близкия остров Тасос градчето Кринидес (Κρηνίδες, извори). Впоследствие Кринидес е превзет от Филип II Македонски, който го преименува на своето име – Филипи.
В 304 година пр. Хр. град Филипи има олимпийски победител – Ламп (гръцки Λάμπου ο Φιλιππήσιος), станал победител на състезание с четири коня.
В IV век пр. Хр. е построен театърът в града.
През 49 или 50 година след Хр. с кораб пристига в Неапол (днешния Кавала) апостол Павел заедно с Тимотей и Лука. От там по Виа Егнация той пристига във Филипи.
Град Филипи е известен и с това, че апостол Павел праща на гражданите на Филипи през 55 година от затвора в град Ефес едно от своите послания – Послание към филипяните. Във Филипи живее и Света Лидия от Тиатира, първата жена от Европа, която възприема християнството като религия.
В началото на V век е построен катедралният храм на Филипи „Свети Павел“.
В руините на градската базилика е открит един от най-дългите запазени старобългарски надписи – Надписът от Филипи от времето на хан Пресиян (836 – 852), който отразява присъединяването на тези земи към България през 837 година и понастоящем се намира в Археологическия музей на Филипи. От 850 година Филипи е отново в границите на Византия.
Градът е изоставен в началото на VII век след серия от земетресения и нападения от славяните.

## Археологически разкопки
Археолозите започват разкопки във Филипи през 1914 година под ръководството на Френската археологическа школа в Атина (École Française d'Athènes) и са възобновени след Втората световна война от гръцки археолози. Към 2018 година на обекта работят Гръцката археологическа служба, Аристотелевият университет от Солун и Френската археологическа школа. Находките са изложени в Археологическия музей.
В 1962 година развалините на града са обявени за паметник на културата.